# Rymdkapsel

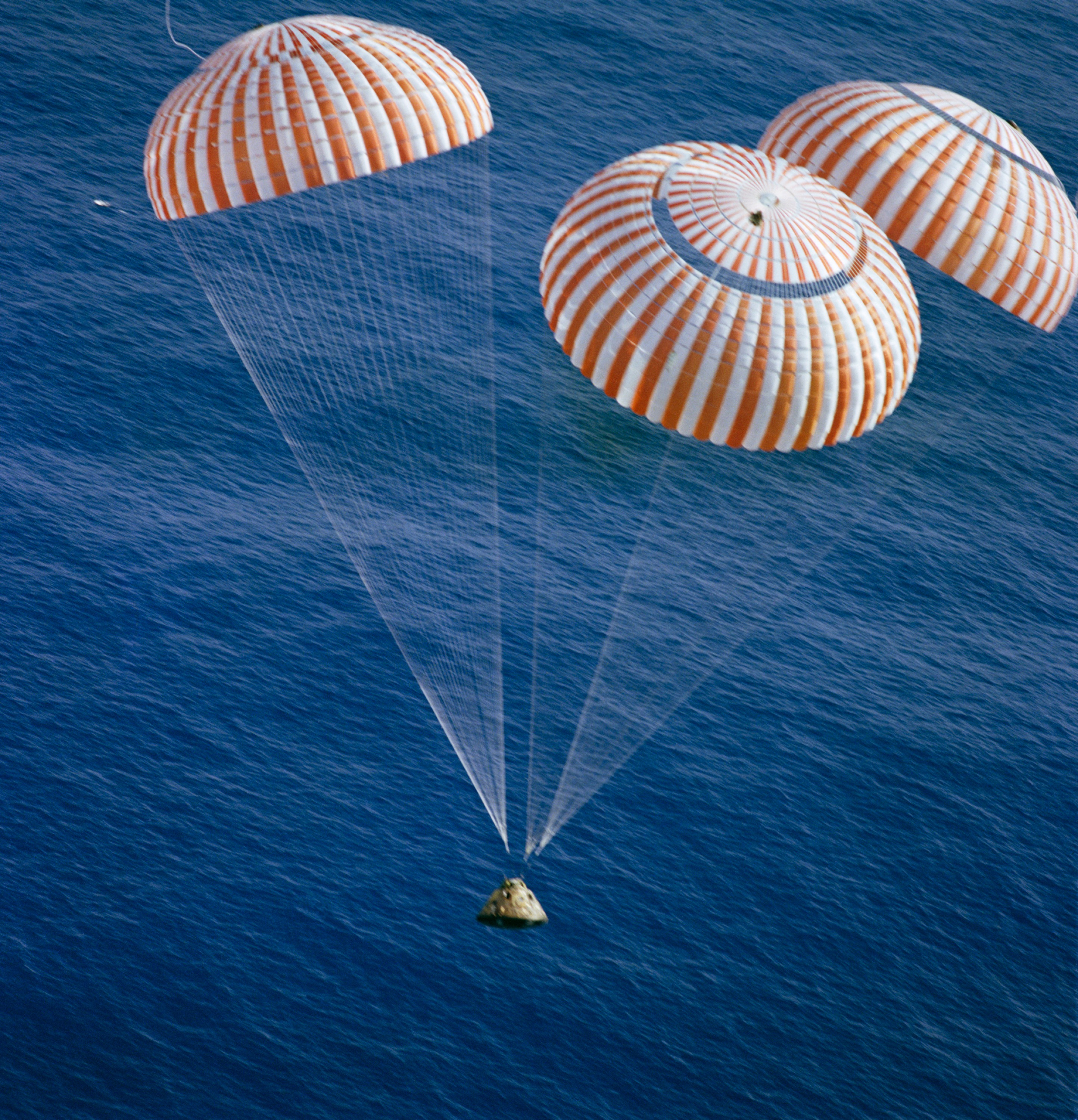
Apollo 17 landar i Stilla havet. 19 december 1972.

Vostok

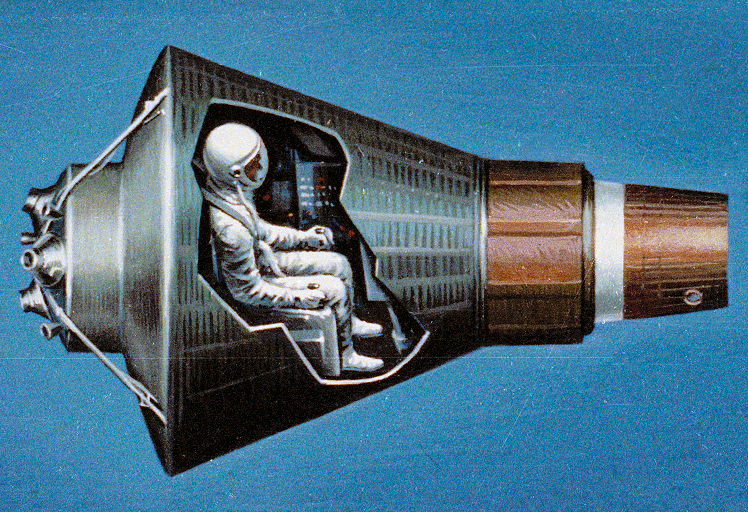
Mercury

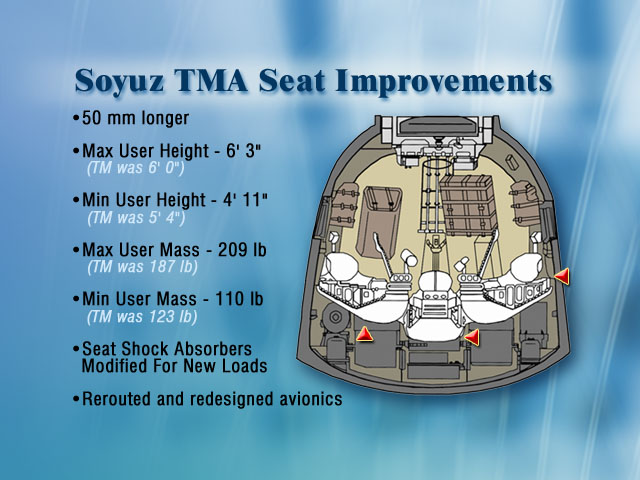
Sojuz-kapsel

En rymdkapsel är en rymdfarkost som återvänder till jordytan inbromsad av värmesköld och allra sista biten av en fallskärm.
Rymdkapslar är oftast konformade, vilket ger en passiv stabilitet vid färden ned genom atmosfären. Den svagt konvexa undersidan skyddas av en tjock värmesköld som absorberar en stor del av den inkommande farkostens rörelseenergi. Konens mantelytor är mindre utsatta för hetta under nedfärden. Under den sista delen av färden bromsas farkosten med hjälp av fallskärmar och kan landa i vatten eller på land.
De flesta bemannade rymdfarkoster, inklusive amerikanska Apollo, kinesiska Shenzhou och ryska Sojuz, har varit eller är rymdkapslar. Det främsta undantaget är amerikanska Space Shuttle, som är en rymdfärja som landar med vingar på ett flygfält.

## Bemannade

### Aktiva
- Shenzhou
- Sojuz[2]
- Dragon V2
- New Shepard

### Avvecklade
- Apollo
- Gemini[3]
- Mercury
- Voschod
- Vostok[4]

### Under utveckling
- Orel
- Gaganyaan
- Orion
- CST-100 Starliner

## Obemannade

### Aktiva
- Dragon V2

### Avvecklade
- Corona
- FSW
- Foton
- Raduga
- Yantar
- OREX
- Atmospheric Reentry Demonstrator
- USERS
- SRE
- SpaceX Dragon

### Fotnoter
1. ↑  Bengt Jonsson (20 mars 2003). ”Rymden – tur och otur”. Populär historia. http://www.popularhistoria.se/artiklar/rymden-tur-och-otur/. Läst 17 april 2016.
2. ↑  Anatoly Zak. ”The origin of the Soyuz spacecraft” (på engelska). sid. RussianSpaceWeb. https://www.russianspaceweb.com/soyuz_origin.html. Läst 1 maj 2025.
3. ↑  ”Project Gemini” (på engelska) (PDF). NASA. https://www.nasa.gov/wp-content/uploads/2024/09/sp-4002.pdf?emrc=6813251341313. Läst 1 maj 2025.
4. ↑  Anatoly Zak (30 april 2011). ”Origin of the Vostok spacecraft” (på engelska). sid. RussianSpaceWeb. https://www.russianspaceweb.com/spacecraft_manned_first.html. Läst 1 maj 2025.